# Arctosa conflicta
Espèce
Arctosa conflicta est une espèce d'araignées aranéomorphes de la famille des Lycosidae.

## Distribution
Cette espèce se rencontre au Pérou dans la région de Cajamarca, en Équateur dans les provinces de Cañar, de Santo Domingo de los Tsáchilas et de Pichincha et en Colombie dans le département de Cundinamarca,.

## Description
Le mâle holotype mesure 5,80 mm et la femelle paratype 6,95 mm, les mâles mesurent de 4,40 à 6,90 mm et les femelles de 5,90 à 8,50 mm.

## Systématique et taxinomie
Cette espèce a été décrite par Paredes-Munguía, Brescovit et Teixeira en 2024.

## Publication originale
- Paredes-Munguía, Brescovit & Teixeira, 2024 : « Revision of Neotropical wolf spider genus Arctosa C.L. Koch, 1847 (Araneae: Lycosidae), with description of seven new species. » Zootaxa, no 5414(1), p. 1-83.